# TRS-80 컬러 컴퓨터

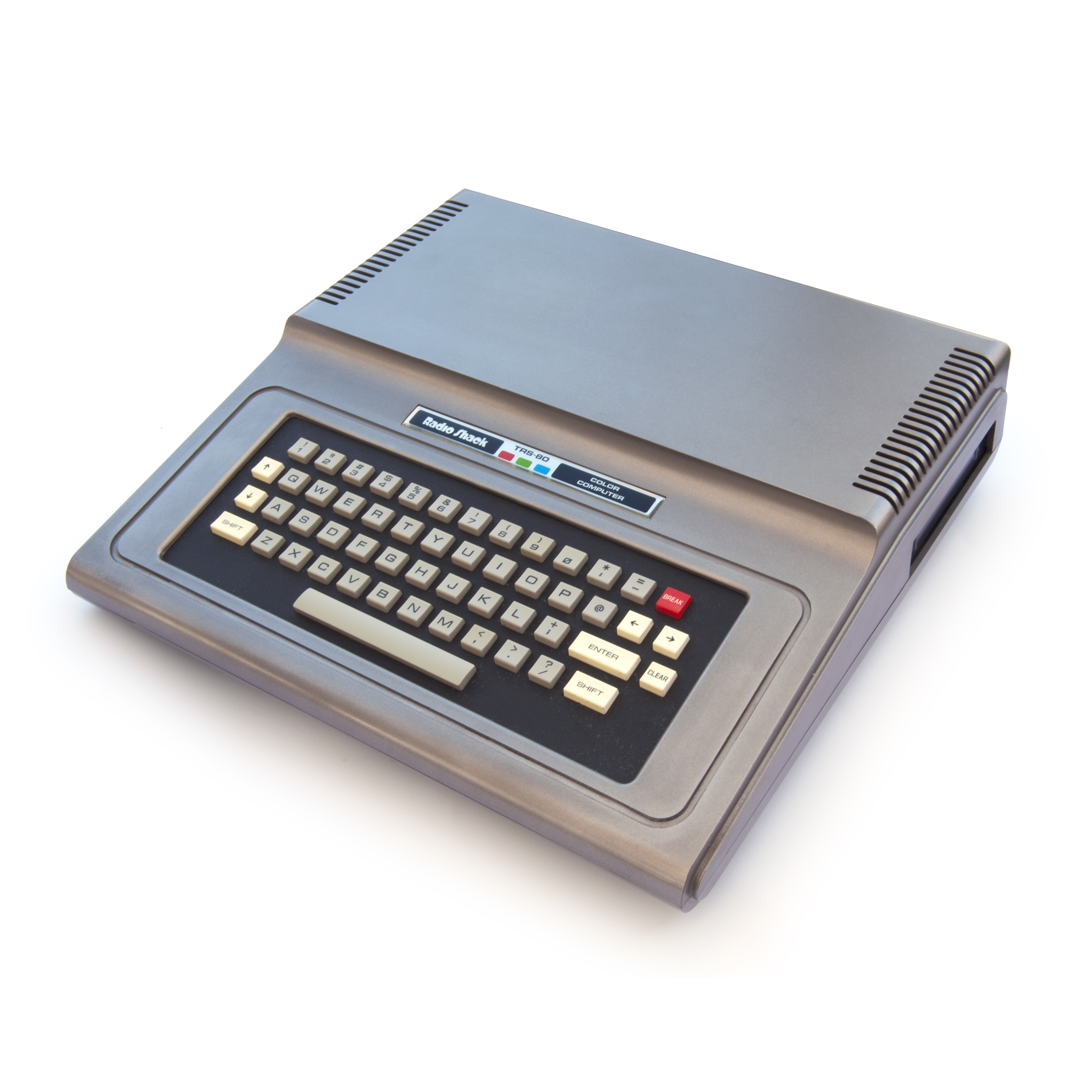
16k TRS-80 컬러 컴퓨터 1

라디오셱 TRS-80 컬러 컴퓨터(TRS-80 Color Computer, 탠디 컬러 컴퓨터, 별칭: CoCo)는 모토로라 6809 프로세서 기반의 가정용 컴퓨터 계열이다. 컬러 컴퓨터는 1980년에 런칭하였으며 3세대 하드웨어까지 계속 출시되다가 1991년 단종되었다.

## 역사
TRS-80 컬러 컴퓨터는 1977년 저비용 가정용 컴퓨터를 개발하기 위해 텍사스주 포트워스의 탠디 코퍼레이션과 텍사스주 오스틴의 모토로라 반도체 간의 조인트 벤처로 탄생하였다.

## 버전

### 컬러 컴퓨터 1 (1980~1983년)
- 16k TRS-80 컬러 컴퓨터 I
- TRS-80 컬러 컴퓨터 I의 입출력 포트와 카트리지 슬롯
- TRS-80 컬러 컴퓨터 I의 후기 화이트 모델
- 탠디 데이터 프로덕트 TDP-100 (64K 뱃지를 사용자가 추가하였음)

### 컬러 컴퓨터 2 (1983~1986년)
- 초기 TRS-80 컬러 컴퓨터 2
- PAL 버전의 TRS-80 컬러 컴퓨터 2

### 컬러 컴퓨터 3 (1986~1991년)
- 128k 탠디 컬러 컴퓨터 3, 26-3334
- 일반적인 CoCo 3 시스템